# Horisme extrafumata
Horisme extrafumata là một loài bướm đêm trong họ Geometridae.